# 第69回全国高等学校ラグビーフットボール大会
第69回全国高等学校ラグビーフットボール大会（だい69かいぜんこくこうとうがっこうラグビーフットボールたいかい）は、1989年（平成元年）12月28日から1990年（平成2年）1月7日まで近鉄花園ラグビー場にて行われた、全国高校ラグビー選手権である。優勝は奈良県の天理高校（6回目）。

## 出場校
※マークはシード校
北海道
- 北北海道代表 - 北見北斗 （8年連続24回目）
- 南北海道代表 - 函館稜北 （6年ぶり7回目）

東北
- 青森県代表 - 三本木農 （2年ぶり5回目）
- 岩手県代表 - 黒沢尻工※ （13年連続21回目）
- 宮城県代表 - 宮城水産 （18年ぶり4回目）
- 秋田県代表 - 秋田工※ （2年ぶり49回目）
- 山形県代表 - 日大山形 （3年連続3回目）
- 福島県代表 - 磐城 （2年ぶり8回目）

関東
- 茨城県代表 - 茗溪学園※ （5年連続5回目）
- 栃木県代表 - 作新学院 （5年連続7回目）
- 群馬県代表 - 東農大二 （5年連続6回目）
- 埼玉県代表 - 行田工※ （7年ぶり4回目）
- 千葉県代表 - 専大松戸 （初出場）
- 東京都第一代表 - 国学院久我山※ （3年ぶり16回目）
- 東京都第二代表 - 明大中野 （2年連続2回目）
- 神奈川県代表 - 慶應義塾※ （17年ぶり30回目）
- 山梨県代表 - 日川※ （12年連続21回目）

北信越
- 新潟県代表 - 巻 （2年ぶり2回目）
- 長野県代表 - 岡谷工 （6年連続6回目）
- 富山県代表 - 砺波 （6年連続7回目）
- 石川県代表 - 金沢松陵工 （4年ぶり4回目）
- 福井県代表 - 若狭東 （8年連続13回目）

東海
- 静岡県代表 - 東海大一 （3年連続4回目）
- 愛知県代表 - 西陵商 （3年連続22回目）
- 岐阜県代表 - 岐阜工 （4年ぶり13回目）
- 三重県代表 - 志摩 （4年ぶり6回目）

近畿
- 滋賀県代表 - 八幡工 （2年連続8回目）
- 京都府代表 - 花園※ （4年ぶり17回目）
- 大阪府第一代表 - 啓光学園※ （2年連続3回目）
- 大阪府第二代表 - 柏原※ （初出場）
- 大阪府第三代表 - 布施工※ （2年ぶり3回目）
- 兵庫県代表 - 報徳学園 （2年連続20回目）
- 奈良県代表 - 天理※ （4年連続45回目）
- 和歌山県代表 - 和歌山工 （6年連続9回目）

中国
- 鳥取県代表 - 米子東 （初出場）
- 島根県代表 - 出雲 （3年連続5回目）
- 岡山県代表 - 津山工 （3年連続9回目）
- 広島県代表 - 広島工 （9年連続22回目）
- 山口県代表 - 大津 （8年連続10回目）

四国
- 徳島県代表 - 脇町 （3年連続14回目）
- 愛媛県代表 - 新田 （12年連続30回目）
- 香川県・高知県代表 - 高知工（高知） （初出場）

九州・沖縄
- 福岡県代表 - 筑紫丘 （4年ぶり3回目）
- 佐賀県代表 - 佐賀工※ （8年連続18回目）
- 長崎県代表 - 長崎北陽台 （初出場）
- 熊本県代表 - 熊本 （初出場）
- 大分県代表 - 大分舞鶴※ （4年連続28回目）
- 宮崎県代表 - 都城 （2年ぶり4回目）
- 鹿児島県代表 - 鹿児島実 （2年ぶり3回目）
- 沖縄県代表 - コザ （2年連続7回目）

## 試合時間
※全試合30分ハーフで行う。同点で終了した場合は1.トライ数2.ゴール数3.抽選の順にて次回出場校を決める。

## 試合

### 1回戦
- 和歌山工 9 - 8 北見北斗
- 八幡工 7 - 7 専大松戸
- 岡谷工 13 - 3 大津
- 砺波 22 - 0 鹿児島実
- 東農大二 35 - 0 脇町
- 都城 22 - 14 磐城
- 東海大一 12 - 3 筑紫丘
- 岐阜工 30 - 3 米子東
- 津山工 21 - 4 日大山形

- 西陵商 4 - 3 広島工
- 明大中野 38 - 9 出雲（出雲高校は花園初トライ）
- 若狭東 29 - 6 金沢松陵工
- コザ 12 - 12 志摩
- 巻 48 - 7 高知工
- 熊本 13 - 4 宮城水産
- 報徳学園 28 - 3 函館稜北
- 作新学院 14 - 0 新田
- 長崎北陽台 25 - 8 三本木農

### 2回戦
- 花園 36 - 0 和歌山工
- 八幡工 16 - 9 岡谷工
- 大分舞鶴 36 - 3 砺波
- 秋田工 7 - 6 東農大二
- 天理 26 - 4 都城
- 慶應義塾 39 - 0 東海大一
- 柏原 18 - 12 岐阜工
- 国学院久我山 48 - 0 津山工

- 啓光学園 22 - 3 西陵商
- 行田工 9 - 4 明大中野
- 佐賀工 14 - 6 若狭東
- 日川 27 - 0 コザ
- 布施工 12 - 9 巻
- 黒沢尻工 12 - 9 熊本
- 報徳学園 13 - 11 作新学院
- 茗溪学園 25 - 0 長崎北陽台

### 3回戦
- 花園 24 - 4 八幡工
- 大分舞鶴 30 - 22 秋田工
- 天理 25 - 13 慶應義塾
- 国学院久我山 13 - 9 柏原

- 啓光学園 38 - 8 行田工
- 日川 28 - 4 佐賀工
- 黒沢尻工 15 - 0 布施工
- 茗溪学園 44 - 0 報徳学園

### 準々決勝
- 花園 17 - 13 大分舞鶴
- 天理 11 - 10 国学院久我山

- 啓光学園 26 - 11 日川
- 茗溪学園 16 - 11 黒沢尻工

### 準決勝
- 天理 6 - 6 花園
- 啓光学園 25 - 14 茗溪学園

### 決勝
- 天理（6年ぶり6回目） 14 - 4 啓光学園

## 関連試合

### 第13回高校東西対抗試合
- 大会で特に活躍した選手を選抜した上で東西に分かれて行ういわば高校ラグビー版オールスターゲームである。

東軍監督佐々木正春、西軍監督記虎敏和、1990年1月15日 国立競技場 試合結果西軍 60-12 東軍